# Macropanesthia rhinoceros
Macropanesthia rhinoceros är en kackerlacksart som beskrevs av Henri Saussure 1895. Macropanesthia rhinoceros ingår i släktet Macropanesthia och familjen jättekackerlackor. Inga underarter finns listade i Catalogue of Life.